# Красное (Мурованокуриловецкий район)
Красное (укр. Красне) — село на Украине, находится в Мурованокуриловецком районе Винницкой области.
Код КОАТУУ — 0522884202. Население по переписи 2001 года составляет 51 человек. Почтовый индекс — 23411. Телефонный код — 4356.
Занимает площадь 0,218 км².

## Адрес местного совета
23411, Винницкая область, Мурованокуриловецкий р-н, с. Михайловцы, ул. Ленина, 37